# Herb gminy Pleśna
Herb gminy Pleśna – jeden z symboli gminy Pleśna, ustanowiony 20 sierpnia 2002.

## Wygląd i symbolika
Herb przedstawia na tarczy w polu błękitnym srebrnego wspiętego gryfa ze złotymi szponami, pazurami i przednimi łapami, skierowanego w prawo, a pod nim srebrne skrzyżowane: polska szabla i austriacki karabin. Gryf był symbolem rodu Łowczowskich herbu Gryf, natomiast szabla i karabin nawiązują do I wojny światowej, bitwy pod Łowczówkiem oraz miejscowego cmentarza legionistów. 